# Švédské hokejové hry 1994
Švédské hokejové hry se konaly od 3. do 6. února 1994 v Stockholmu. Zúčastnili se čtyři reprezentační mužstva, která se utkala jednokolovým systémem každý s každým.

## Výsledky a tabulka
|    |         | CZE   | SWE     | CAN    | RUS   | V | R | P | Skóre | B |
| 1. | Česko   | Česko | 2:1     | 5:1    | 5:0   | 3 | 0 | 0 | 12:2  | 6 |
| 2. | Švédsko | 1:2   | Švédsko | 5:6    | 3:2   | 1 | 0 | 2 | 9:10  | 2 |
| 3. | Kanada  | 1:5   | 6:5     | Kanada | 5:6   | 1 | 0 | 2 | 12:16 | 2 |
| 4. | Rusko   | 0:5   | 2:3     | 6:5    | Rusko | 1 | 0 | 2 | 8:13  | 2 |